# Matelândia
Matelândia es un municipio brasileño del estado del Paraná. Según el censo IBGE del año 2010, la población era de 16 077 habitantes.